# 2018年亚洲运动会阿富汗代表团
2018年亚洲运动会阿富汗代表团是阿富汗所派出的2018年亚洲运动会代表团。这是该国第十四次参加亚洲运动会。阿富汗在该届亚运共派出大约80名运动员参加16个项目的赛事。阿富汗选手在前往喀布尔机场时，遇到美军的坦克，尽管未受袭击，但运动员到达印尼时仍感到恐惧，他们表示希望印度方面能够伸出援手，以便让他们日后能在印度训练。
阿富汗在该届亚运仅获得两面铜牌，这一成绩差过2014年仁川亚运的1银1铜，阿富汗体育教育和运动总理事会以及该国的体育分析人士认为阿富汗的表现不佳是因为其他代表团依靠裙带关系来选拔运动员。

## 奖牌统计

### 各项目奖牌分布
| 比賽項目 | 金牌 | 銀牌 | 銅牌 | 總數 |
| 克拉术   | 0    | 0    | 1    | 1    |
| 武术     | 0    | 0    | 1    | 1    |
| 總計     | 0    | 0    | 2    | 2    |

### 奖牌获得者
| 奖牌 | 运动员          | 项目   | 赛事             | 日期    |
| ---- | --------------- | ------ | ---------------- | ------- |
| 銅牌 | M Khalid Hotak  | 武术   | 男子散打65公斤级 | 8月22日 |
| 銅牌 | Mansour Sarwari | 克拉术 | 男子90公斤以上级 | 8月28日 |